# Тет д’Ор
Парк «Тет д’О́р» (фр. parc de la Tête d’Or) расположен на севере французского города Лиона. Это один из крупнейших городских парков Европы, занимающий 105 гектаров, на которых находятся озеро, зоопарк, ботанический сад, развлекательные и спортивные объекты. Достопримечательность города.

## Название
Тет д’Ор в переводе с французского означает «золотая голова». Согласно легенде, группа неких подвергавшихся преследованию людей (не то иудеев, не то тамплиеров), зарыла в заболоченном пригородном лесу золотую голову Христа. С тех пор на протяжении уже нескольких веков клад пытаются обнаружить — ничего не нашли, но название за местностью закрепилось.

## История
В архивных документах 1530 года имеются упоминания о том, что те земли, где сегодня расположен парк, являлись собственностью семьи Ламбер, и уже тогда эта местность называлась Тет д’Ор. В документе 1662 года эта местность именовалась Гранж-Ламбер (с фр. — «Гумно Ламберов», «Grange Lambert») и принадлежала лионской больнице «Отель-Дьё», в собственность которой попала по завещанию Катрин Ламбер.
Идея создания общедоступного парка в Лионе восходит ко времени Первой империи — 1812 году, однако она не была реализована. Инициатива возродилась только через полвека. В 1856 году ландшафтный архитектор Дени Бюлер обратился к тогдашнему префекту департамента Рона и одновременно мэру Лиона Клоду-Мариюсу Вайссу с предложением построить в городе парк. Вайсс одобрил проект, и в тот же год на болотистых землях на берегу реки Роны, выкупленных городом у «Отель-Дьё», началось строительство. На земляных работах в парке были задействованы три тысячи человек. Существует версия, согласно которой масштабные строительные работы Вайсса, в том числе и обустройство парка, были нужны для создания занятости среди безработных лионских ткачей, дабы не допустить повторения восстаний 1831 и 1834 годов.
Открытие первой очереди парка состоялось уже 5 июля 1857 года — в один год с нью-йоркским Центральным парком.

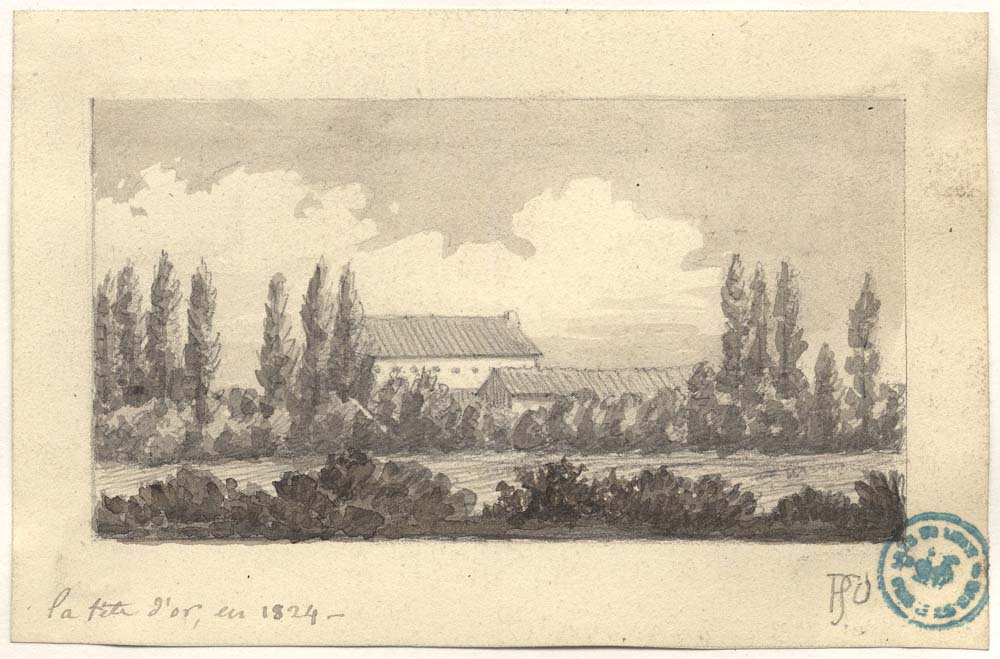
1824
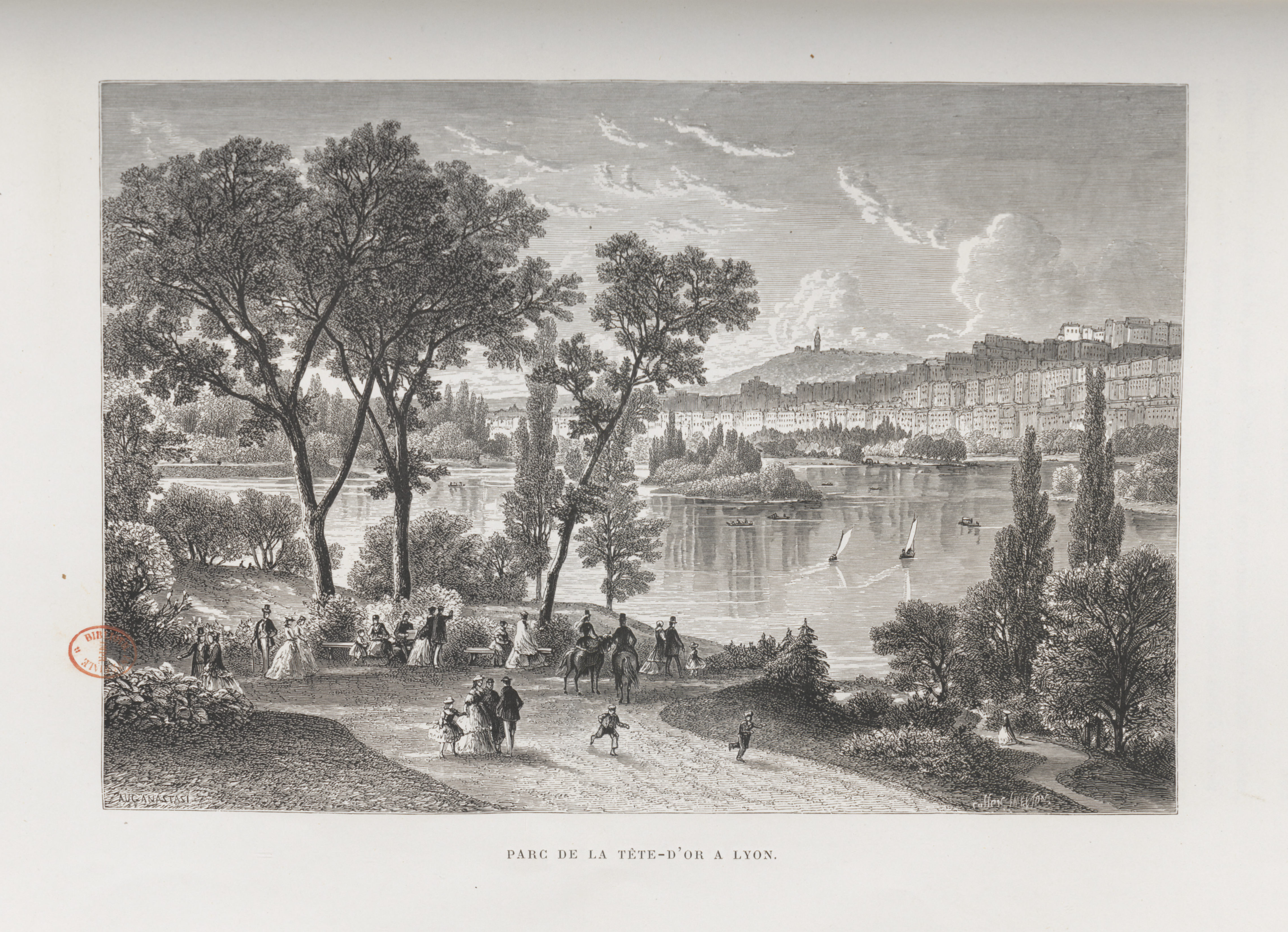
1867
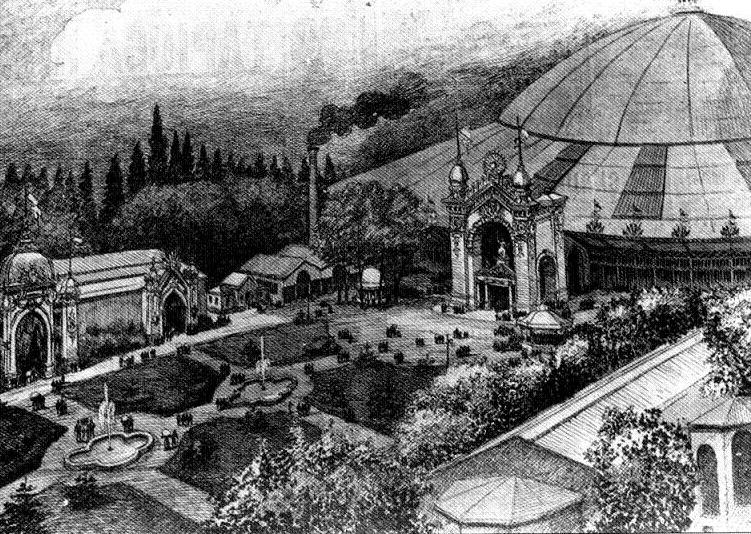
1894
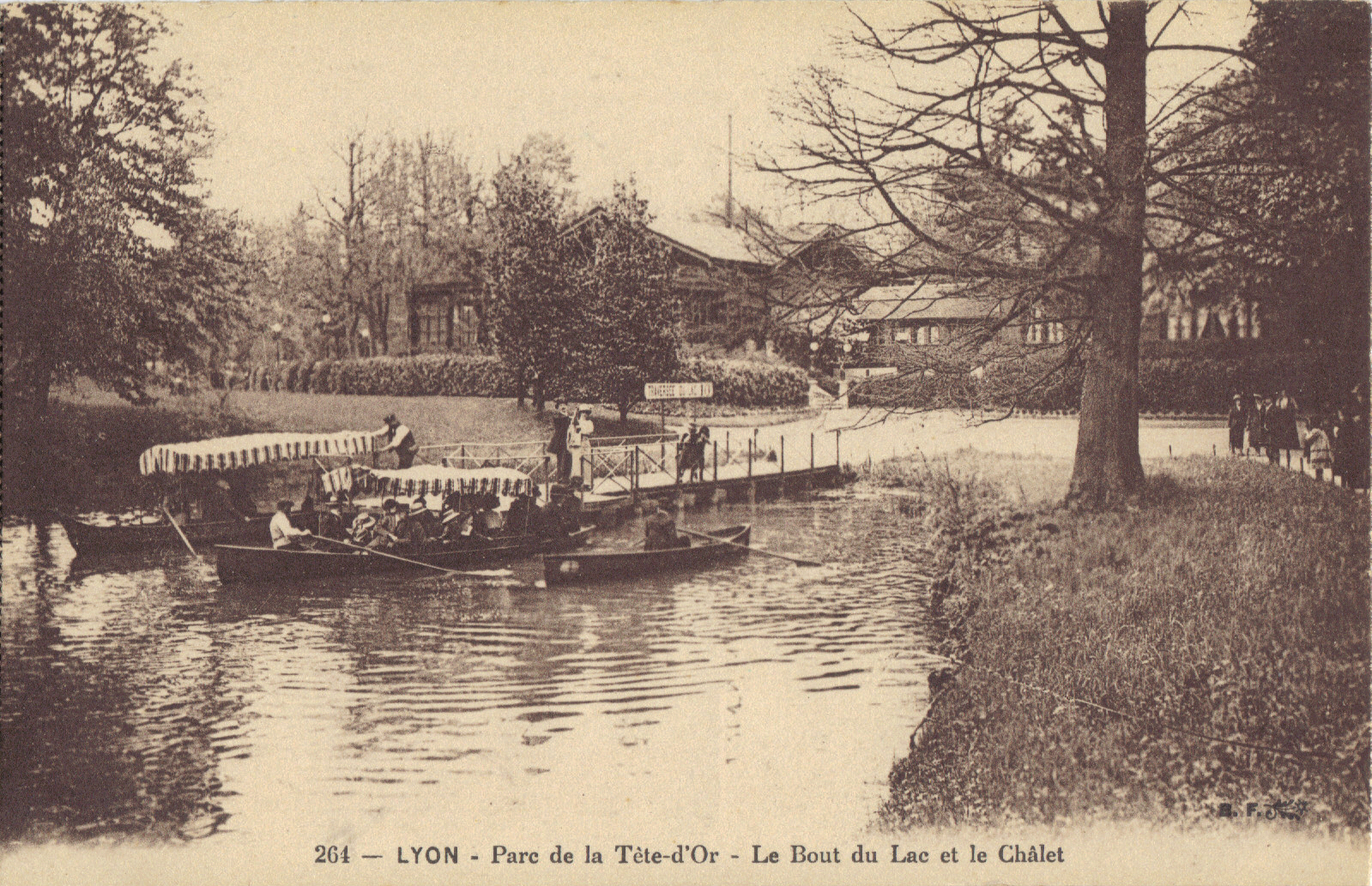
до 1930

В первые же десятилетия после создания парка в нём прошли 2 крупные международные выставки: Всемирная выставка в 1872 году и Всемирная, международная и колониальная выставка в 1894 году, для которых возводились специальные выставочные комплексы.
В первые годы после своего создания парк был рассечён по диагонали границей между двумя коммунами: Лионом и Виллёрбаном. Это приводило к многочисленным сложностям в управлении, поэтому власти Лиона неоднократно обращались к соседям с просьбой уступить им свою часть. В 1874 году годовая прибыль от парка оценивалась лишь в 300 франков, лионцы были согласны выплатить 6000 франков, но их визави отказались. Следующий раз вопрос встал в 1883 году — на этот раз власти Виллёрбана запросили немыслимую компенсацию в 25 000 франков и сделка снова сорвалась. Наконец, когда встал вопрос о проведении в парке выставки 1894 года, лионские власти согласились выплатить запрашиваемую соседями сумму, но те немедленно подняли ставку до 85 000 франков. Закончилась история тем, что 17 декабря 1894 года президентом Франции был подписан указ о присоединении спорной территории к Лиону — безо всякой компенсации.
Считается, что первые в мире автомобильные номера были введены в Париже согласно полицейскому распоряжению от 14 августа 1893 года. Однако ещё в 1891 году мэром Лиона Антуаном Гайтоном был подписан документ, согласно которому все въезжавшие в парк «Тет д’Ор» автомобили должны были быть оснащены жестяным номером. Правда, это не были постоянные номера — водители получали их при въезде в парк и сдавали при выезде. Номера стали обязательными для всех французских автомобилей лишь в 1901 году.

## Инфраструктура

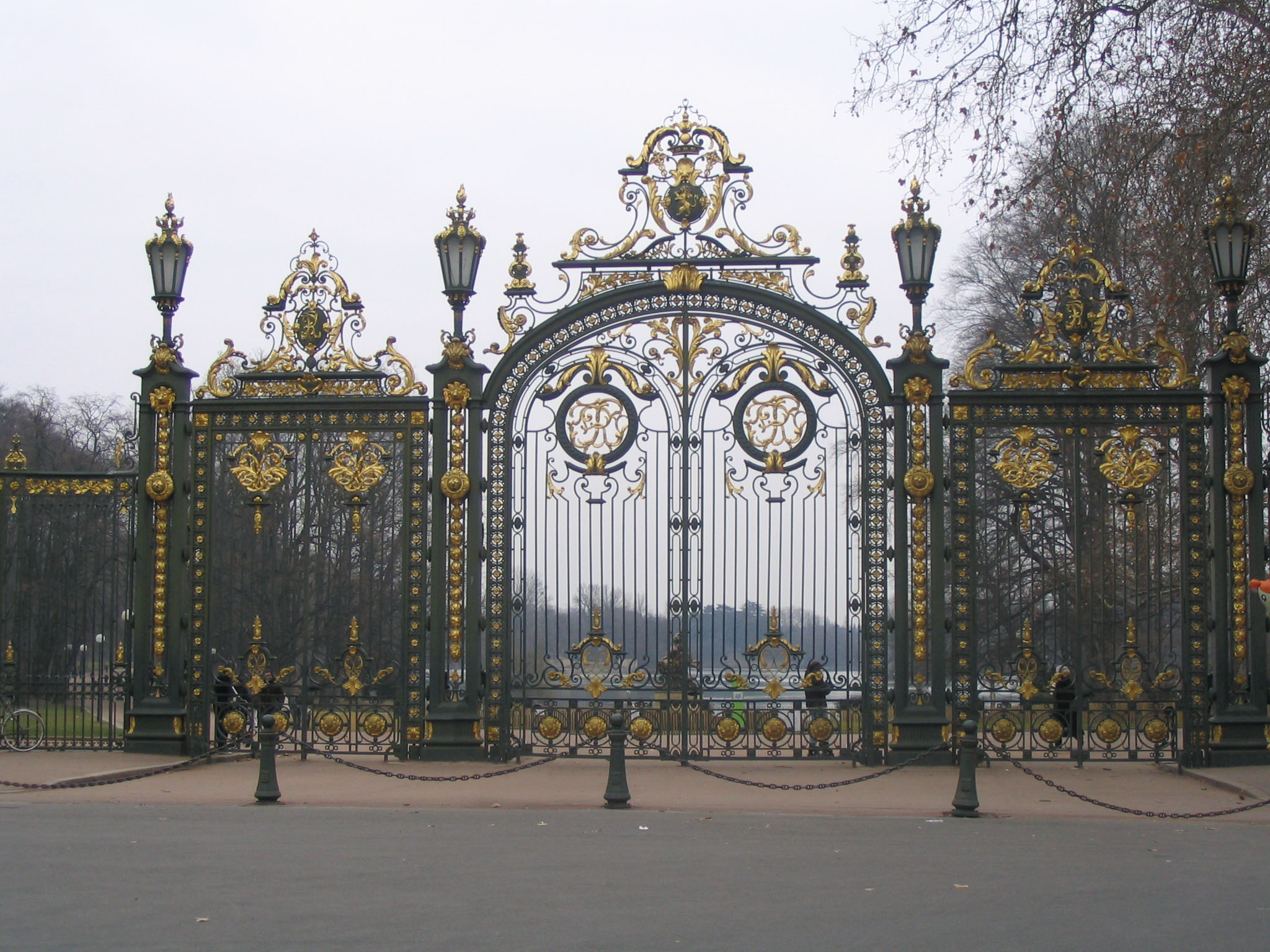
«Ворота детей Роны» — главный вход в парк

Сегодня парк «Тет д’Ор» является одним из крупнейших парков Франции. Его площадь составляет 105 гектаров, из которых 17 гектаров занимает озеро, 9 гектаров — зоопарк и 8 гектаров — ботанический сад с теплицами.
Существуют 8 входов из города в парк. Главный вход украшают монументальные «Ворота детей Роны», разработанные в 1900 году архитектором Шарлем Мейссоном и изготовленные литейщиком Ж. Бернаром.
Часть «Тет д’Ора» занимает пейзажный парк с лужайками и газонами. В лесистой части парка произрастают 8800 деревьев, из которых 61 % лиственных, 36,5 % хвойных и 2,5 % редких. Здесь есть платаны высотой до 40 метров, кедры из Ливана, лириодендроны из Вирджинии, гингко из Японии, таксодиумы из Луизианы и многие другие деревья и кустарники.

### Озеро

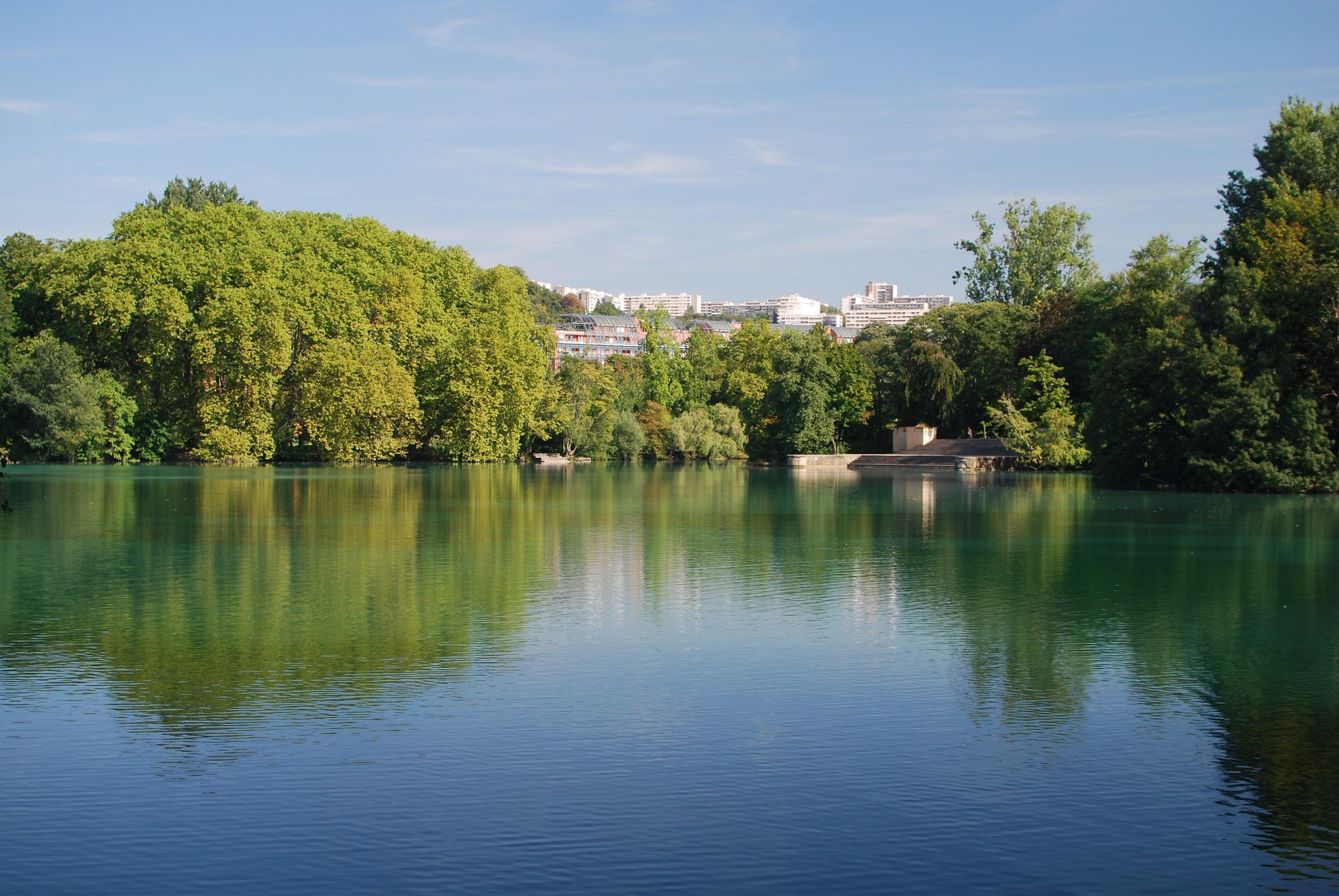
Вид на озеро

Озеро парка «Тет д’Ор» — искусственное. Оно было обустроено и наполнено водой при строительстве парка на месте одного из пересохших рукавов Роны. Согласно появившейся после строительства парка городской легенды, на самом деле вода в озере — это слёзы легендарной золотой головы Христа, которая плачет, оставаясь где-то в глубинах озера.
На озере есть четыре острова, самый крупный из которых так и называется — Гранд-Иль (с фр. — «Большой остров», «Grande Île»), на этом острове расположен велодром.
На острове Сувенир (с фр. — «остров Памяти», «Île du Souvenir») находится памятник погибшим в Первой мировой войне. Он был воздвигнут в 1924—1930 годах архитектором Тони Гарнье и представляет собой стену, на которой выбиты имена 10 600 лионцев. В состав монумента входят также кенотаф скульптора Жана-Баптиста Ларриве и барельефы Луи Бертола и Клода Гранжа.
Вокруг озера проложена линия экскурсионной узкоколейной железной дороги, поезд которой даже имеет своё имя — La Dauphinoise. На озере обитают многочисленные виды водоплавающих птиц.

### Зоопарк

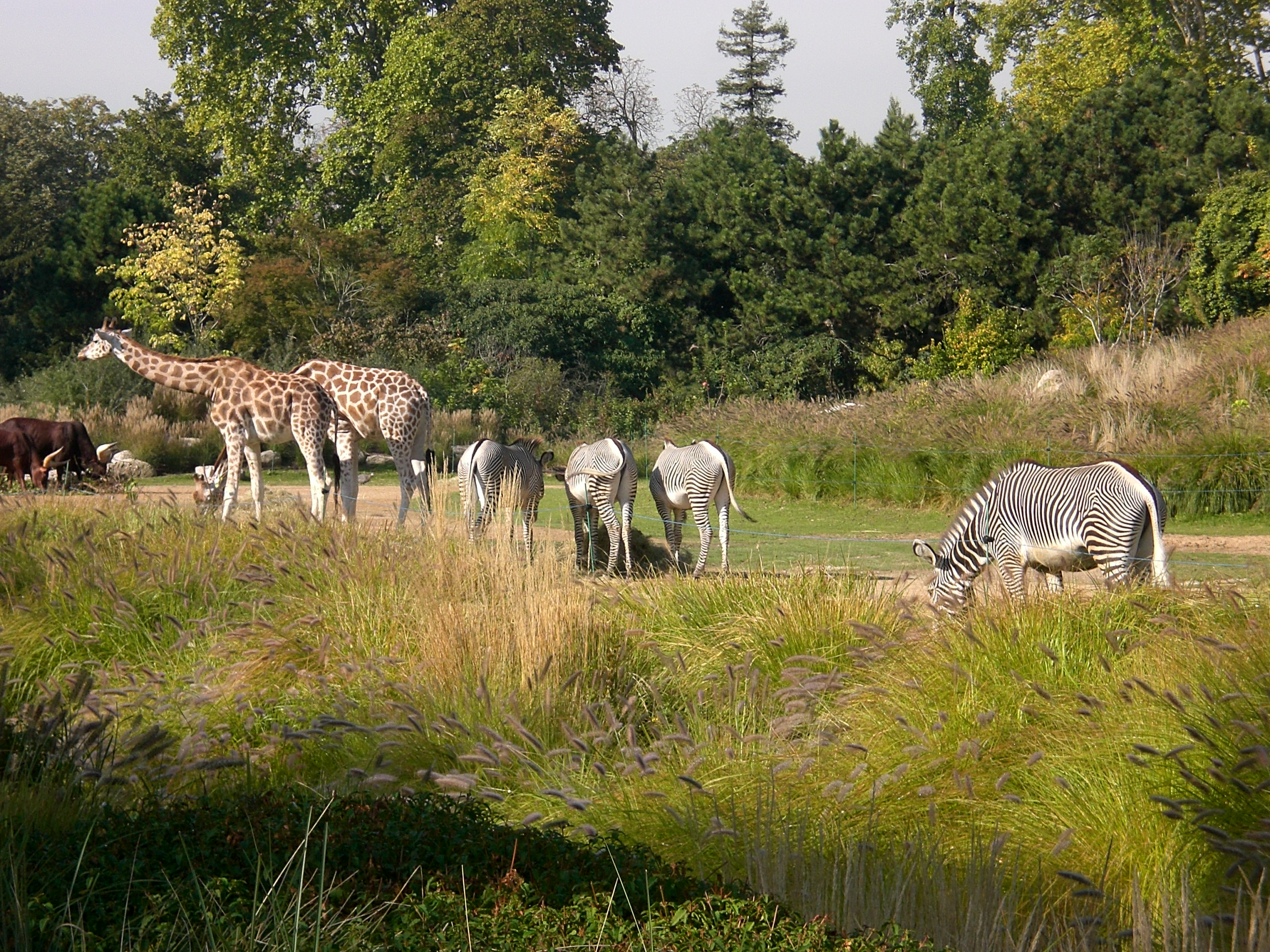
Зебры, жирафы и ватусси

Зоопарк был создан практически одновременно с остальной частью парка — в 1858 году, и первоначально представлял из себя сельскохозяйственную ферму с коровами, баранами и несколькими дикими животными, организованную с образовательными целями. В дальнейшем направление деятельности зоопарка было решено изменить — в 1861 году в нём появились антилопы, в 1865 — медведи и волки, в дальнейшем количество животных постоянно росло. В настоящий момент площадь зоопарка составляет 9 гектаров, где проживают около 300 зверей и птиц 59 видов. В составе зоопарка имеется также территория площадью 3 гектара, именуемая «африканской зоной». Там свободно перемещаются 130 особей таких редких и экзотических животных, как зебры, жирафы, антилопы, львы и т. д. Эта зона подразделяется на 3 части: саванна, тропический лес, мадагаскарский лес.

### Ботанический сад
Первый ботанический сад в Лионе был создан в 1792 году — в самый разгар Великой французской революции. Его создателем был ботаник Жан Эмманюэль Жилибер, который разбил его в конфискованном революцией у церкви монастыре на склоне холма Круа-Русс. В 1857 году ботанический сад был перемещён в парк «Тет д’Ор» Николя Шарлем Серенжем, который и стал его первым директором. Площадь ботанического сада «Тет д’Ора» составляет 8 гектаров, в нём произрастают более 15 000 видов растений, из которых 1400 находятся под угрозой исчезновения. Ботанический сад парка «Тет д’Ор» — крупнейший муниципальный ботанический сад во Франции.

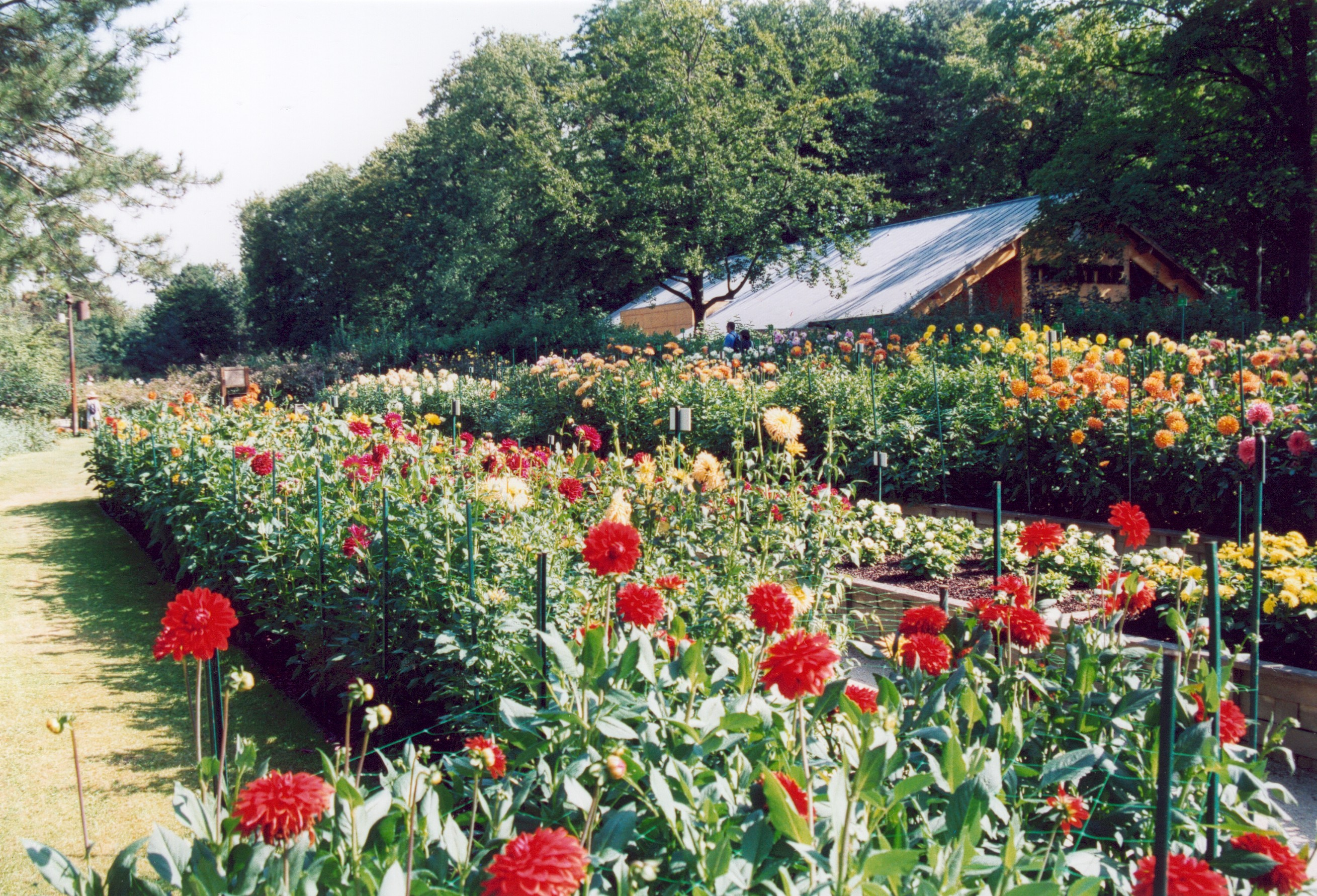
Цветы в Ботаническом саду
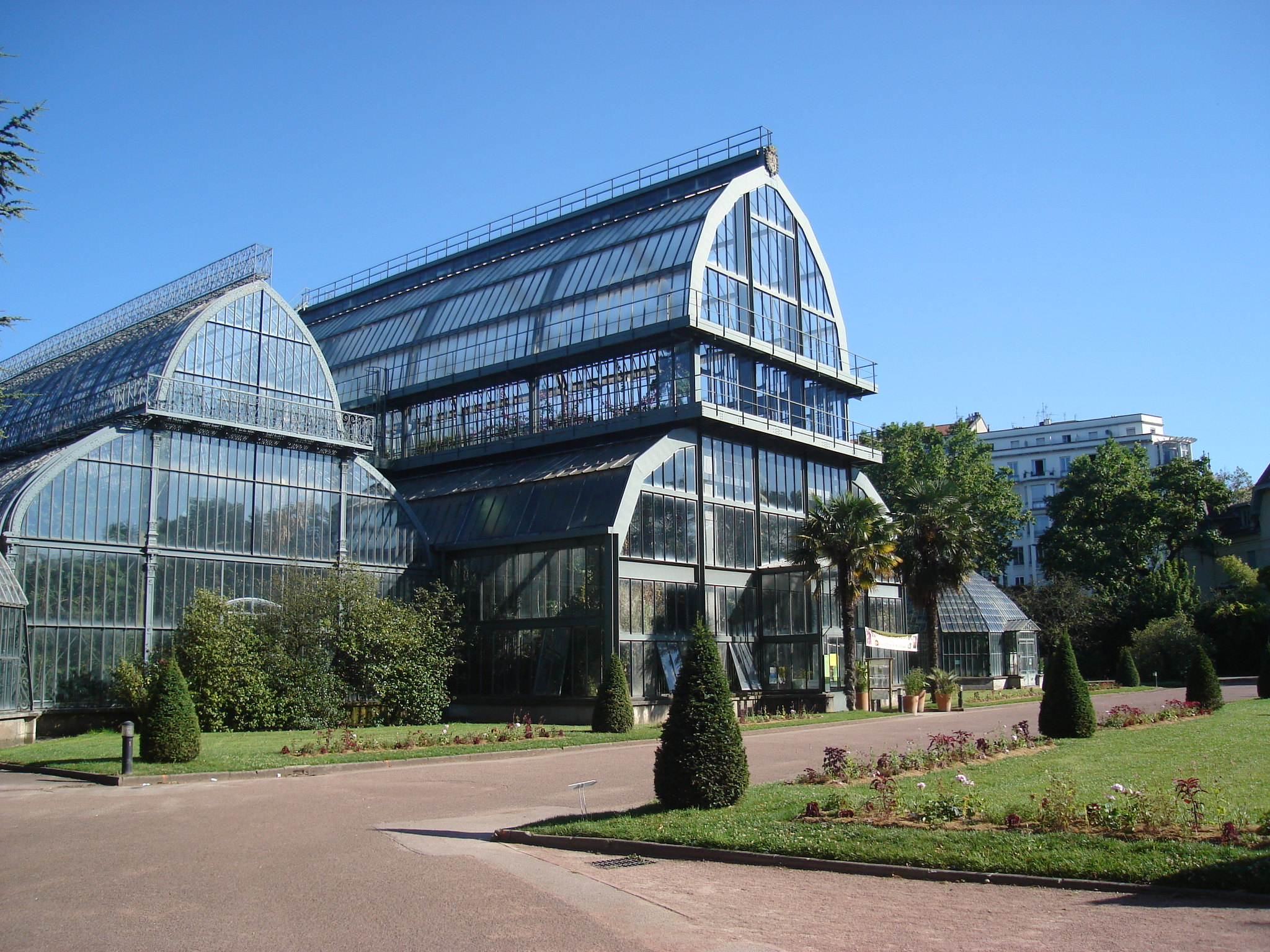
Большие теплицы
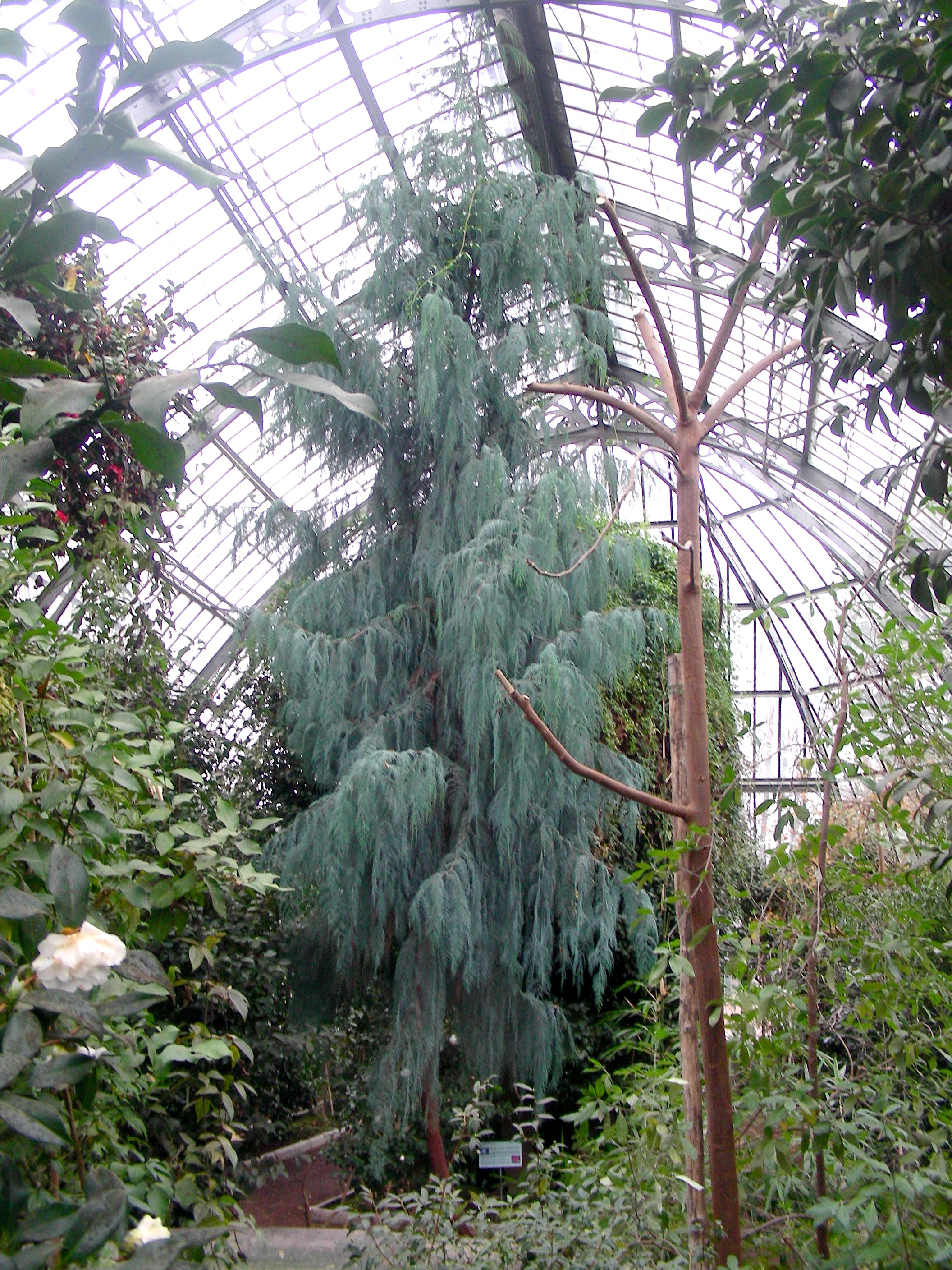
Кипарис кашмирский

С 1876 года в парке началось строительство теплиц для размещения ботанической коллекции. Сейчас это целый комплекс зданий общей площадью 7000 м², в состав которого входят малые холодные теплицы, малые тёплые теплицы и большие теплицы общей высотой 21 метр. Отдельно расположены ещё две теплицы: для водных и для хищных растений.
19 июня 1964 года мэром Лиона Луи Праделем и принцессой Монако Грейс в составе ботанического сада был открыт розарий. Сейчас Международный розарий Лиона занимает площадь 40 000 м², в нём произрастают 30 000 кустов 350 сортов. Наряду с основным розарием в парке есть два других, меньшего размера: исторический розарий, рассказывающий об истории этого растения, и конкурсный розарий, служащий для выведения новых сортов.
В состав ботанического сада также входят оранжерея, альпийский сад, зимний сад, ботаническая школа, древесный питомник и хранилище семян.

### Велодром

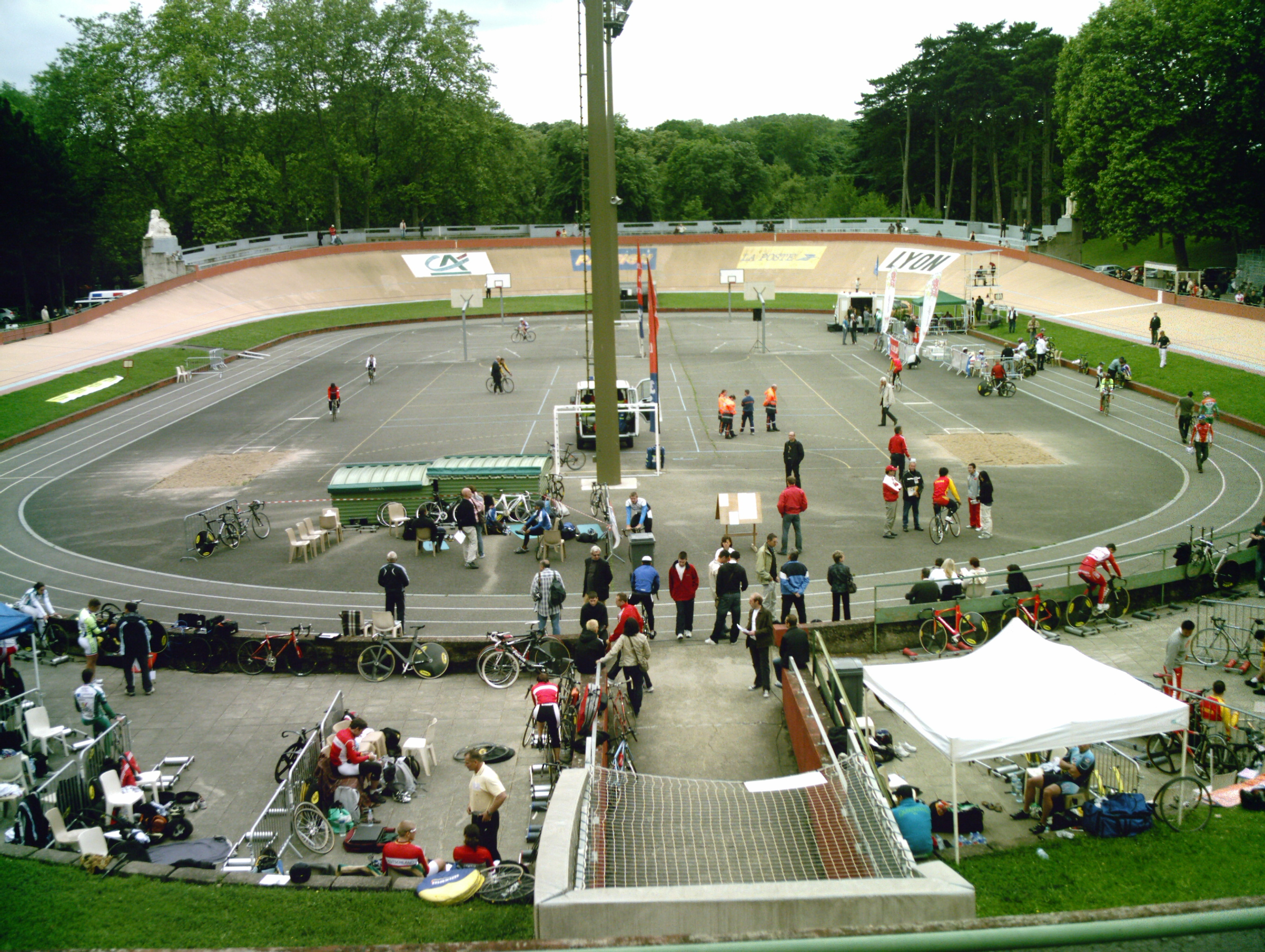
Велодром. Общий план

На самом большом из островов озера парка «Тет д’Ор» находится велодром, с 2006 года носящий имя Жоржа Превераля — бывшего президента лионского комитета по велоспорту. Велодром был открыт 27 мая 1894 года по случаю проходившей в парке Всемирной, международной и колониальной выставки и на тот момент был одним из немногих муниципальных велодромов в стране. Первоначально он представлял собой земляную арену, но несколько раз перестраивался: в 1934 году получил бетонное, а в 1976-м — синтетическое покрытие. Длина дорожки велодрома составляет 333,33 метра. На велодроме в парке «Тет д’Ор» проходили многочисленные велосипедные соревнования, например финиш велогонки «Критериум Дофине» 1954 года и чемпионат мира по трековым велогонкам 1989 года, а также некоторые соревнования по другим видам спорта — например, теннисные турниры.

### Другие объекты
- Аттракционы для детей, в том числе[6]:
  - Театр лионского кукольного персонажа Гиньоля.
  - Историческая карусель, созданная в 1895 году. Музыку, звучащую на карусели, исполняет оригинальная шарманка 1907 года выпуска[7].
  - Игровые зоны и детские площадки.
- Спортивные объекты[6]:
  - Минигольф.
  - Булодром.
  - Площадка для роллеров и скейтеров[2]

В парке также находятся многочисленные скульптуры и другие произведения искусства — как классического, так и современного. В 1969 году напротив Больших теплиц был установлен памятник известному французскому ботанику, уроженцу Лиона Бернару де Жюссьё. 
На всей территории парка разрешено перемещение на велосипедах. Вход на территорию парка и на все объекты (за исключением велодрома и служебных помещений) бесплатный и свободный.

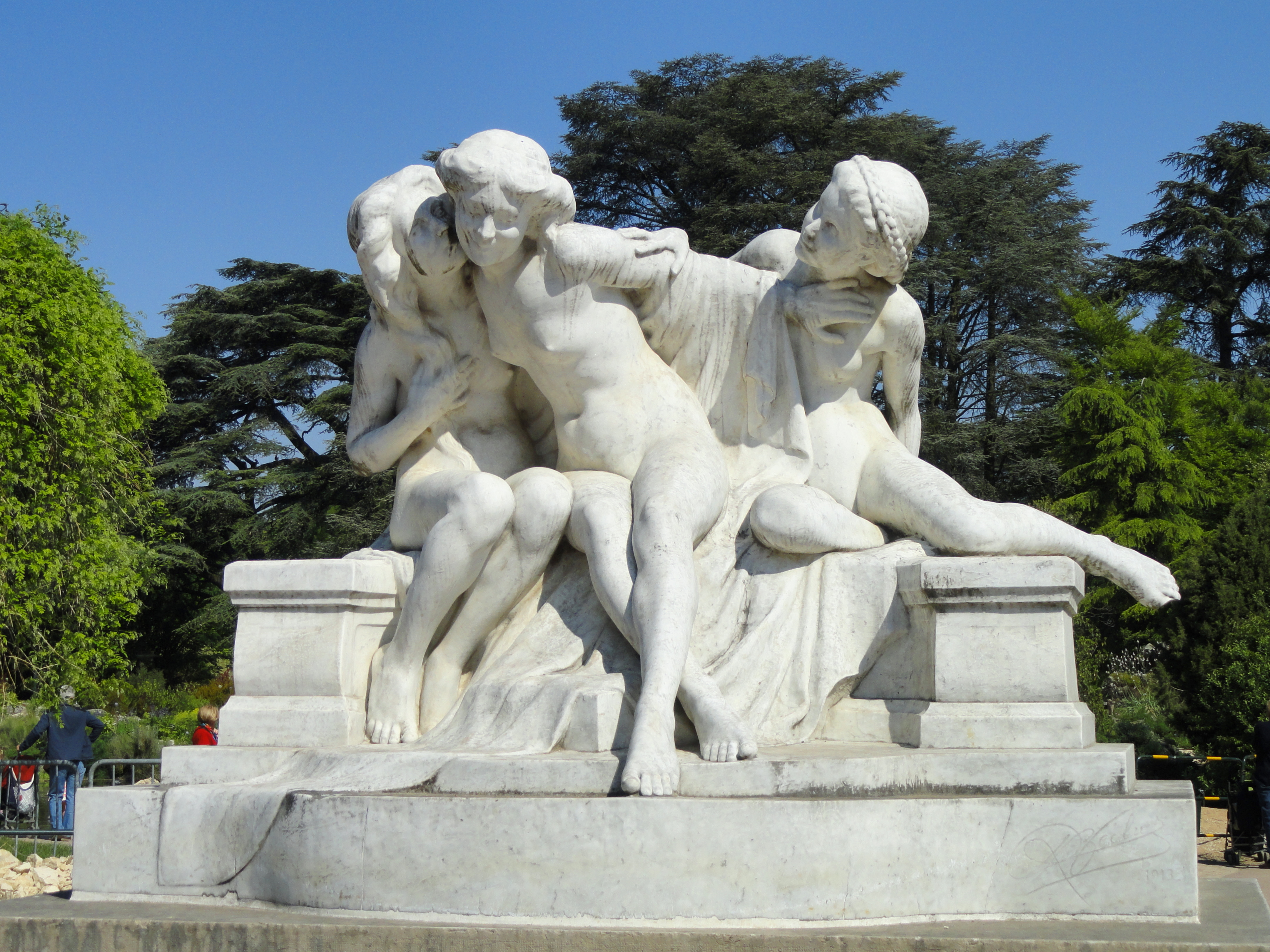
«Секрет» (1914). Скульптура Рене Беклю
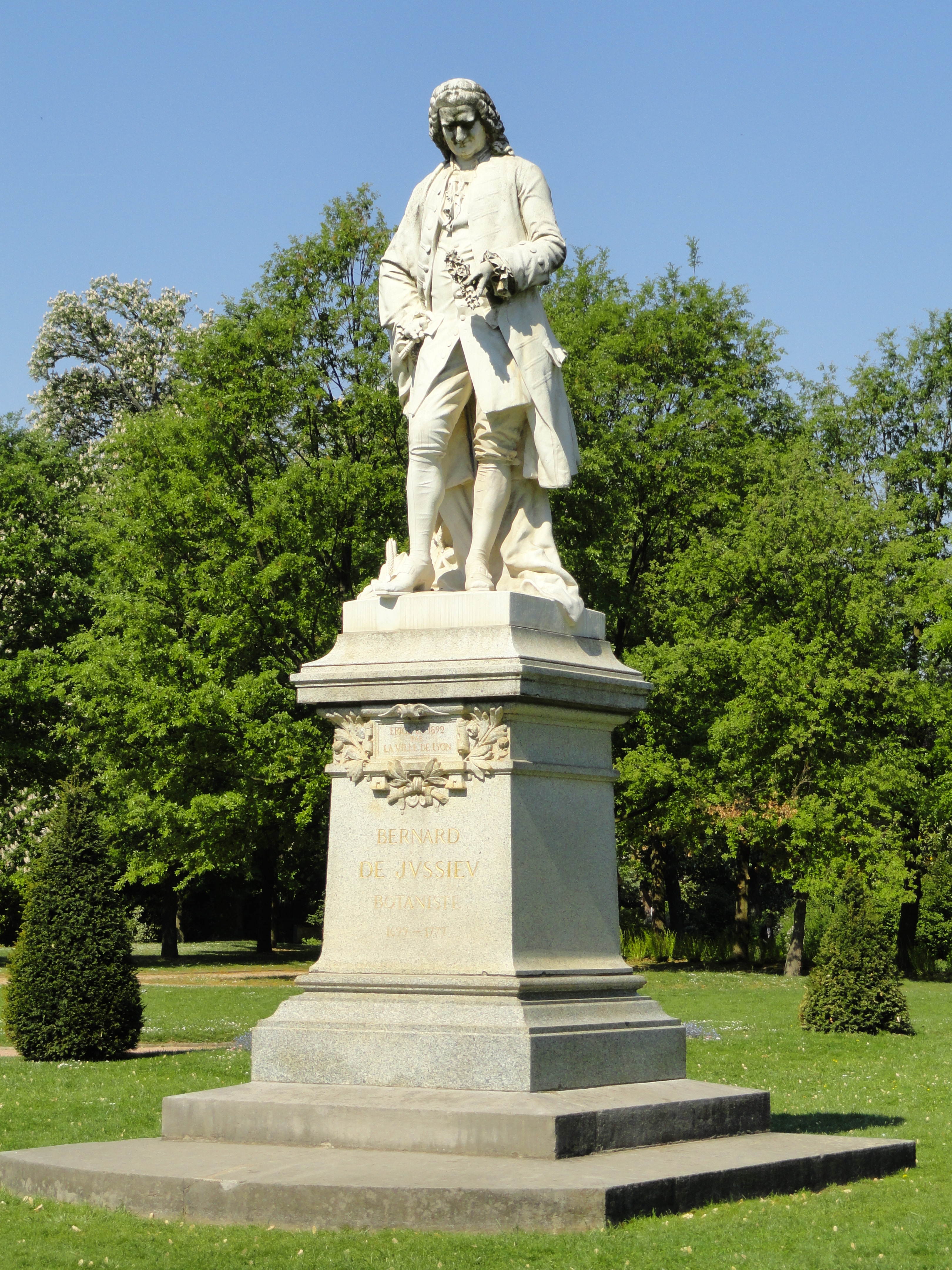
Памятник Бернару де Жюссьё (1892). Сульптор — Пьер Обер

## Культурное значение
В 1982 году следующие элементы были классифицированы Министерством культуры Франции в качестве исторических памятников: решётка главного входа («ворота детей Роны»), решётка входа Монгольфье, памятник погибшим на острове Сувенир, голландская теплица, две большие теплицы, теплица камелий и теплица панданусов.

## Парк в кино
В парке «Тет д’Ор» проходили съёмки многочисленных фильмов, среди которых:
- Часовщик из Сен-Поля (1974), режиссёр Бертран Тавернье
- Родные (2011), режиссёр Мелани Лоран
- Ради женщины (2013), режиссёр Диана Кюрис